# Tapferkeitsmedaille (Ungarn)
Die Tapferkeitsmedaille (ungarisch Magyar Vitézségi Érem) wurde am 14. April 1939 durch den ungarischen Reichsverweser und Staatsoberhaupt Miklós Horthy in Anlehnung an die ehemalige Tapferkeitsmedaille der k.u.k.-Monarchie gestiftet und war zur Auszeichnung von Unteroffizieren und Mannschaften für außerordentliche Tapferkeit vor dem Feind vorgesehen. In Ausnahmefällen konnte auch eine Verleihung an Zivilisten erfolgen.

## Stufen
- Goldene Tapferkeitsmedaille für Unteroffiziere und Mannschaften
- Große Silberne Tapferkeitsmedaille für Unteroffiziere und Mannschaften
- Silberne Tapferkeitsmedaille für Unteroffizier und Mannschaften
- Bronzene Tapferkeitsmedaille für Unteroffiziere und Mannschaften

Am 12. September 1942 erfolgte die Einführung der Goldenen Tapferkeitsmedaille für Offiziere, die im Laufe des Zweiten Weltkriegs lediglich elf Mal zur Verleihung kam. Unter den Beliehenen befinden sich mit Hans-Ulrich Rudel und Helmut Lipfert auch zwei Deutsche.
Die Tapferkeitsmedaille konnte in all ihren Stufen auch wiederholt verliehen werden. Für diesen Fall wurde auf dem Ordensband eine 5 mm breite Spange in entsprechend verliehener Stufe aufgelegt.

## Aussehen
Die Vorderseite der Medaille zeigt das erhaben geprägte Kopfrelief Horthys, welcher vom Betrachter aus gesehen nach rechts blickt. An dessen Brust ist am Knopfloch der Admiralsuniform das Ritterkreuz des Militär-Maria-Theresia-Orden zu sehen. Das Relief ist von der Umschrift VITÉZ. NAGYBÁNYAI. HORTHY. MIKLÓS. MAGYARORSZÁG. KORMÁNYZÓJA (Ritter Nikolaus Horthy von Nagybanya Reichsverweser von Ungarn) umrahmt. Die Rückseite der Medaille zeigt dagegen das Wappenschild von Ungarn mit der Heiligen Krone auf zwei Lorbeerblättern und umwundenen Schwertern. Gleiches Symbol findet sich auf der Goldenen Medaille für Offiziere als Bandauflage. Unter dem Wappen ist die Umschrift VITÉZSÉGÉRT (Für Tapferkeit) zu lesen.

## Trageweise
Getragen wurde die Tapferkeitsmedaille an der linken Brustseite an einem 41 mm breiten Dreiecksband, welches rot mit und mit schmalen weißgrüner Kante gesäumt war.

## Bilder

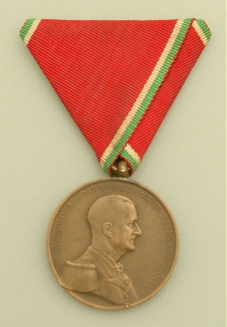
Bronzene Tapferkeitsmedaille
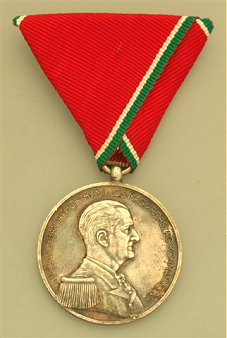
Silberne Tapferkeitsmedaille
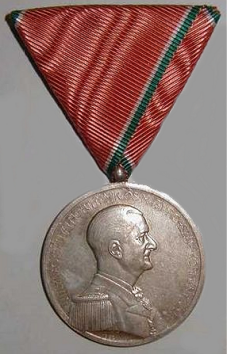
Große Silberne Tapferkeitsmedaille
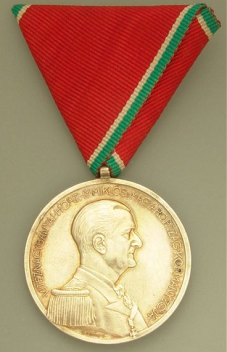
Goldene Tapferkeitsmedaille
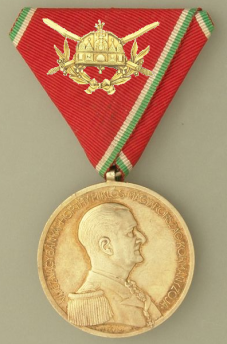
Avers der Goldenen Tapferkeitsmedaille für Offiziere
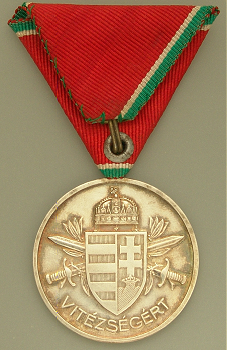
Revers der Goldenen Tapferkeitsmedaille für Offiziere